# The Happening
The Happening is een single van de belangrijkste meidengroep van Motown, The Supremes. Het was de titelmuziek van de gelijknamige film en geschreven door Holland-Dozier-Holland in samenwerking met de muziekproducent van de film, Frank DeVol. Het nummer haalde de nummer 1-positie in de Verenigde Staten en de top 10 in Nederland, Canada, Australië en het Verenigd Koninkrijk. Het was echter een van de weinige singles van The Supremes die wél de top 10 op de poplijst in de Verenigde Staten haalde, maar niet de R&B-lijst. Daarop bleef het nummer steken op nummer 12.
The Happening was de laatste single van The Supremes uit een reeks van vier die de nummer 1-positie behaalden. De andere drie waren You Can't Hurry Love, You Keep Me Hangin' On en Love Is Here And Now You're Gone. Ook was het de laatste single die verscheen onder de naam The Supremes. De nummers die volgden zouden onder de naam Diana Ross & The Supremes zijn. Tussen de releases van The Happening en Reflections in werd Florence Ballard, de medeoprichtster van de groep, door Motown-eigenaar Berry Gordy ontslagen. Ze zong wel nog mee op zowel Reflections als The Happening. Haar plaats werd ingenomen door Cindy Birdsong.

## Bezetting
- Lead: Diana Ross
- Achtergrondzangeressen: Florence Ballard en Mary Wilson
- Instrumentatie: Lokale studiomuzikanten uit Los Angeles
- Schrijvers: Brian Holland, Lamont Dozier, Eddie Holland, Frank DeVol
- Producers: Brian Holland en Lamont Dozier